# Harriss Ridge
Harriss Ridge är en bergstopp i Antarktis. Den ligger i Östantarktis. Australien gör anspråk på området. Toppen på Harriss Ridge är 1 712 meter över havet.
Terrängen runt Harriss Ridge är huvudsakligen lite kuperad. Trakten är obefolkad. Det finns inga samhällen i närheten. 